# 孔克堅
孔克堅（1316年12月1日—1370年4月24日），字璟夫，山東曲阜人，孔思晦之子，孔子五十五代嫡長孫。

## 生平
生於元仁宗延祐三年（1316年）十一月十六日:8-9。少聰敏，能日誦千言，通《左傳》，工樂府。元惠宗至元六年（1340年）襲封衍聖公，授嘉議大夫。至正八年（1348年）晉中泰大夫，賜二品銀印。十五年（1355年），為同知太常禮儀院使，攝太常卿。十八年（1358年），流賊毛貴攻大都，廷議遷都關中。孔克堅以天子當與社稷宗廟共存亡，不可輕棄。元順帝從其言，亂兵果退。十九年（1359年），遷禮部尚書。累官國子監祭酒。二十二年（1362年），謝病還家，後起為集賢學士、山東廉訪使，皆不赴。元亡，徐達於洪武元年（1368年）三月攻下濟寧，明太祖下旨召見。孔克堅稱疾不赴，遣子孔希學前往南京。明太祖敕諭「稱疾則不可」，遂來朝，見明太祖於謹身殿。孔克堅卒於洪武三年（1370年）三月二十八日，享年五十五歲。
孔克堅娶濟寧路總管張子仁之女張氏。有九子：長子孔希學，至正十五年（1355年）承襲衍聖公；其他八子為孔希說、孔希範、孔希進、孔希麟、孔希鳳、孔希順、孔希尹、孔希贇:8-9。
| 前任： 父孔思晦 | 衍聖公 1340年—1355年 | 繼任： 長子孔希學 |

## 延伸阅读
[在维基数据编辑]
 《新元史/卷211》，出自柯劭忞《新元史》

## 参看
- 孔子
- 儒家（儒教）
- 孔子世系
- 衍聖公
- 孔德成
- 孔氏南宗